# Pedra Branca (Singapore)
Pedra Branca (in portoghese "pietra bianca") è una piccola isola situata tra lo Stretto di Singapore e il Mar Cinese Meridionale. Appartiene a Singapore, di cui costituisce il punto geografico più orientale.

## Geografia

La posizione di Pedra Branca e degli affioramenti circostanti rispetto a Singapore.

Deve il suo nome ai depositi di guano presenti ed è composta da un affioramento di granito di superficie variabile tra 3.300 m² e 8.560 m² a seconda della marea. È situata circa 24 miglia nautiche (44 km) ad est di Singapore, 7,7 miglia nautiche (14,3 km) a sud della costa malese e 7,6 miglia nautiche (14,1 km) a nord di quella indonesiana.
Vi sono altri affioramenti nei pressi di Pedra Branca. Il primo, chiamato Middle Rocks, appartiene alla Malaysia ed è composto da due scogli situati circa 0,6 miglia nautiche (1,1 km) a sud di Pedra Branca; essi sono distanti circa 250 metri l'uno dall'altro ed affiorano sulla superficie del mare per circa 0,6–1,2 metri, a seconda della marea. 2,2 miglia nautiche (4,1 km) a sud-sud-est di Pedra Branca vi è invece South Ledge, una formazione rocciosa che affiora dal mare solo con la bassa marea e la cui sovranità è soggetta a disputa tra Malaysia e Singapore.

## Storia
Pedra Branca è conosciuta ai navigatori dell'area da secoli. La prima menzione nota risale al navigatore cinese Zheng He; viene poi anche nominata nei resoconti del navigatore olandese Jan Huygen van Linschoten durante il suo viaggio nelle Indie orientali portoghesi.
Inizialmente appartenenti al sultanato di Alauddin Riayat Shah II di Johor, nel XVII secolo Pedra Branca e gli scogli circostanti risultano appartenere al Sultanato di Johor. Con il trattato anglo-olandese del 1824, Inghilterra e Paesi Bassi si spartirono il Sultanato di Johor e Pedra Branca passò sotto l'amministrazione della Compagnia britannica delle Indie orientali. In quegli anni venne fondata la colonia inglese di Singapore. L'aumento del traffico marittimo rese necessaria la costruzione di un faro nello stretto, e Pedra Branca venne scelta per la sua migliore posizione. Il nuovo faro fu costruito nel 1851 e venne intitolato all'idrografo inglese James Horsburgh.
Nel 1946, al termine della seconda guerra mondiale, Singapore rimase sotto il controllo della corona britannica, mentre le vicine colonie inglesi di Malacca e Penang si unirono all'Unione malese, che divenne poi l'odierna Malaysia. Nel 1963 anche Singapore si unì alla Malaysia; ne uscì però due anni più tardi per diventare una nazione indipendente.
Dopo l'indipendenza di Singapore dalla Malaysia, nelle mappe pubblicate da entrambi i paesi l'isola di Pedra Branca veniva indicata come sotto la sovranità di Singapore. Il faro inoltre era rimasto sotto la gestione dell'autorità meteorologica di Singapore.
Il 30 maggio 1977 la Marina militare di Singapore installò sull'isola un ripetitore militare da usare congiuntamente con l'Aeronautica militare, e in seguito anche un'elisuperficie.
Nel 2002 l'isola è stata dichiarata area protetta, pertanto l'accesso è consentito solo dietro autorizzazione dell'Autorità marittima e portuale di Singapore.

### Disputa territoriale
Il 21 dicembre 1979 l'istituto cartografico nazionale della Malaysia pubblicò una mappa ufficiale nella quale Pedra Branca era indicata come territorio malese. Il 14 febbraio dell'anno successivo Singapore presentò una protesta formale e chiese una rettifica della mappa, ma la richiesta non fu accolta dalla Malaysia. Negli anni successivi le due parti non riuscirono a risolvere la disputa per via diplomatica e nel 1994 Singapore iniziò a reclamare la propria sovranità sugli affioramenti di Middle Rocks e South Ledge.
Nel 2003 le due parti acconsentirono a sottoporre la disputa al giudizio della Corte internazionale di giustizia. La posizione malese si basava sul fatto che il proprietario originale dell'isola, il Sultanato di Johor, è oggi parte della Malaysia (lo Stato di Johor), e che il Sultanato stesso non abbia mai ceduto formalmente l'isola agli inglesi, ma li abbia soltanto autorizzati a costruire ed operare il faro.
La posizione di Singapore, al contrario, si basava sul fatto che il Regno Unito prima e il nuovo Stato di Singapore dopo hanno per molto tempo esercitato la completa sovranità sull'isola senza alcuna obiezione da parte malese. Singapore presentò inoltre una lettera ufficiale del Segretario di Stato di Johor datata 1953 in cui afferma che lo Stato di Johor non reclama alcuna sovranità sull'isola; la Malaysia obiettò però che il Segretario di Stato non aveva l'autorità per affermare tale dichiarazione.
Il 23 maggio 2008 la Corte sentenziò che Pedra Branca è sotto la sovranità di Singapore, mentre Middle Rocks appartiene alla Malaysia. Riguardo South Ledge, la Corte stabilì che poiché non vi era mai stata attività umana sullo scoglio ed esso può rientrare sia nelle acque territoriali malesi che in quelle di Singapore, non è possibile stabilire a chi debba appartenere e i due Stati devono pertanto trovare un accordo sulla sua sovranità.

### Sviluppi futuri
Il 5 luglio 2021 il Governo di Singapore ha annunciato un piano per estendere la superficie dell'isola, la cui superficie dovrebbe diventare di 7 ettari (dagli attuali 0,5) per potenziare le attività di sicurezza marittima e di ricerca e soccorso con base sull'isola.